# Il sentiero dei nidi di ragno
Il sentiero dei nidi di ragno (no Brasil, A Trilha dos Ninhos de Aranha e em Portugal, O Atalho dos Ninhos de Aranha) é o primeiro romance escrito pelo italiano Italo Calvino. Publicado originalmente em 1947, sua história é ambientada em Ligúria durante a Segunda Guerra Mundial e a resistência italiana.
Apesar de certa dimensão fantástica, os eventos narrados pelo ponto de vista de uma criança levam a obra, juntamente com Ultimo viene il corvo (1949), à corrente neorrealista.